# Theo Akkermann

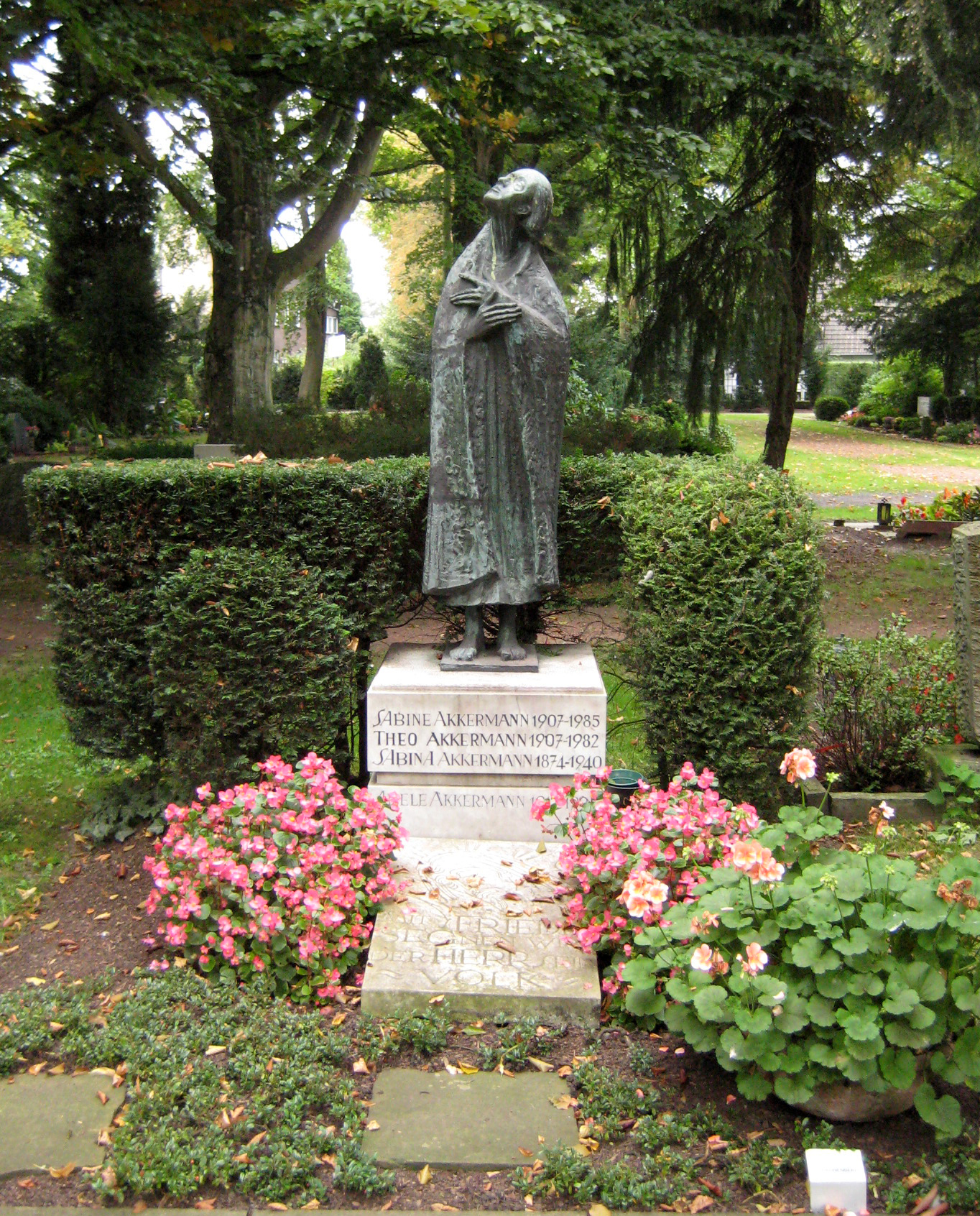
La tumba de la familia Akkermann en el cementerio principal de Krefeld, zona antigua, parcela Y.

Theo Akkermann (Krefeld, 1 de noviembre de 1907-Krefeld, 1 de agosto de 1982) fue un escultor alemán.

## Datos biográficos
Akkermann estudió de 1926 a 1929 en la escuela de arte de Krefeld y en la Academia de Arte de Hamburgo, y luego en 1931 en la Ecole des Beaux-Arts de París y entre 1932 y 1933 en la Academia de las Artes de Prusia. En el año 1950 fue nombrado profesor y gestor de una clase de escultura en la Universidad de Pretoria en Sudáfrica. Seit 1957 arbeitete er als Professor in Gent. Desde 1957, trabajó como profesor en Gante. Akkerman, tuvo talleres de escultura en Krefeld, Hüls y Mönchengladbach, entre otras cosas creó obras religiosas y monumentos.

## Obras
Entre las mejores y más conocidas obras de Theo Akkermann se incluyen las siguientes:
En Krefeld-Hüls
- monumento al panadero - Pottbäcker Denkmal en Krefeld-Hüls (obra creada en 1930 e instalada en 1981.)
- Puerta de entrada a la capilla del cementerio, Krefeld-Hüls, 1958
- 14 ayudantes del altar de San Ciriaco, Krefeld-Hüls, 1958-1959

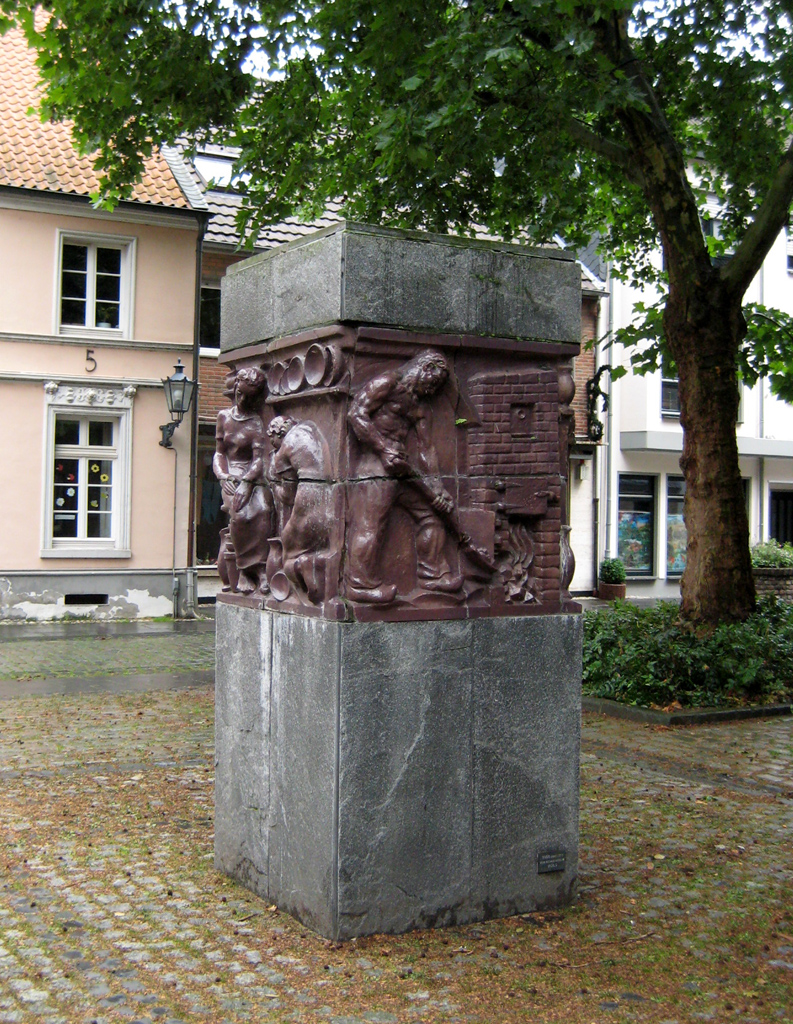
Memorial Pottbäcker
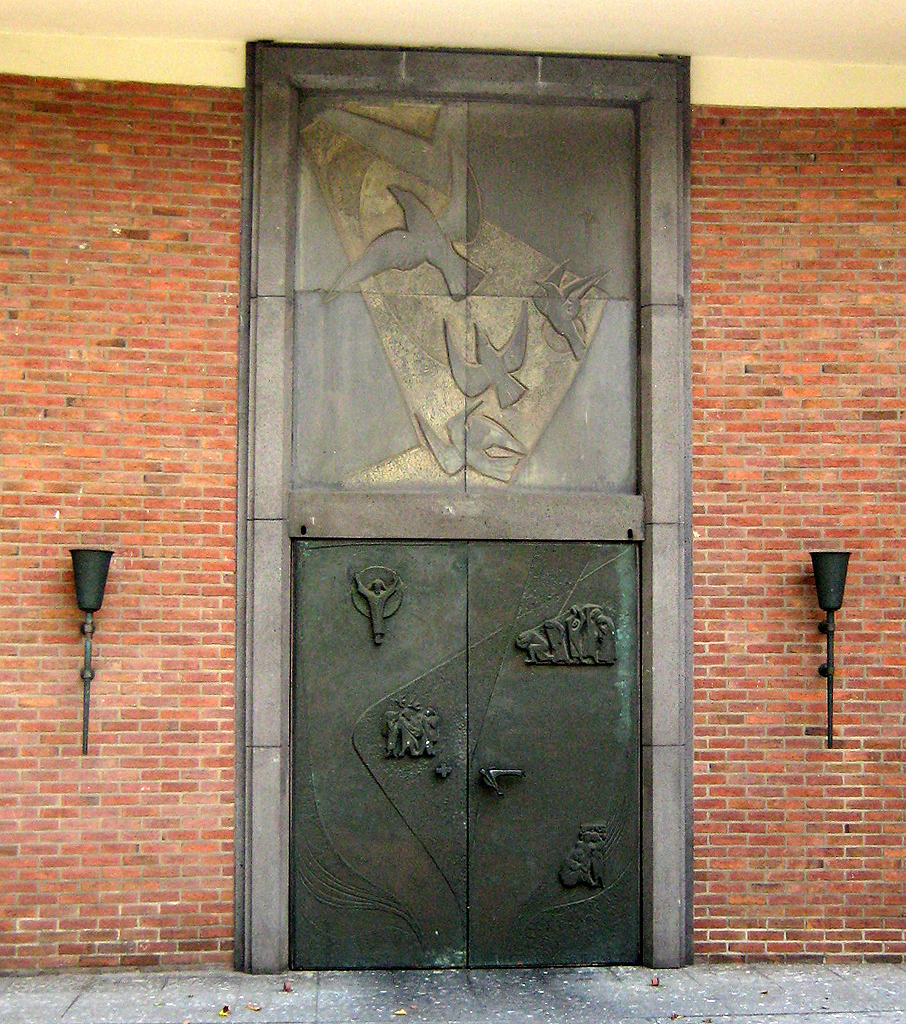
Portal de la capilla Friedhofs, Krefeld-Hüls, 1958

- Cruz de Cementerio- Friedhofskreuz Krefeld-Hüls, 1964
- Altar, Iglesia de San Ciriaco Krefeld-Hüls, 1968
- Ambo, Parroquia de San Ciriaco Krefeld-Hüls, 1969
- fuente bautismal-Taufbecken, Iglesia de la Cruz en Krefeld-Hüls, 1979
- Busto retrato de Monseñor Schwamborn, Krefeld, 1948

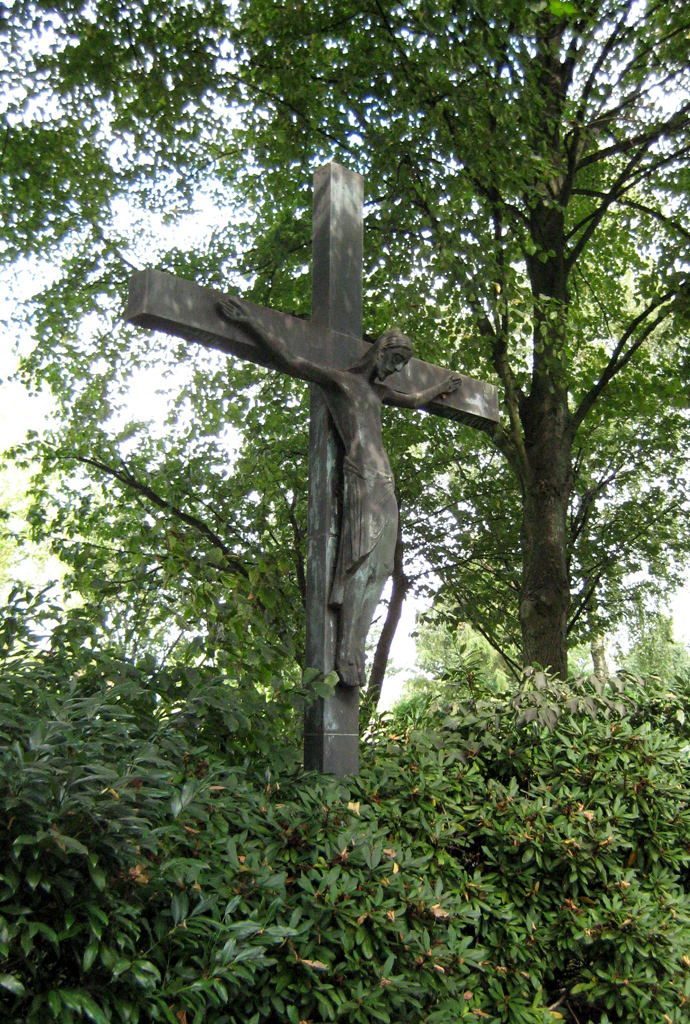
Cruz en el cementerio de Krefeld-Hüls, 1964
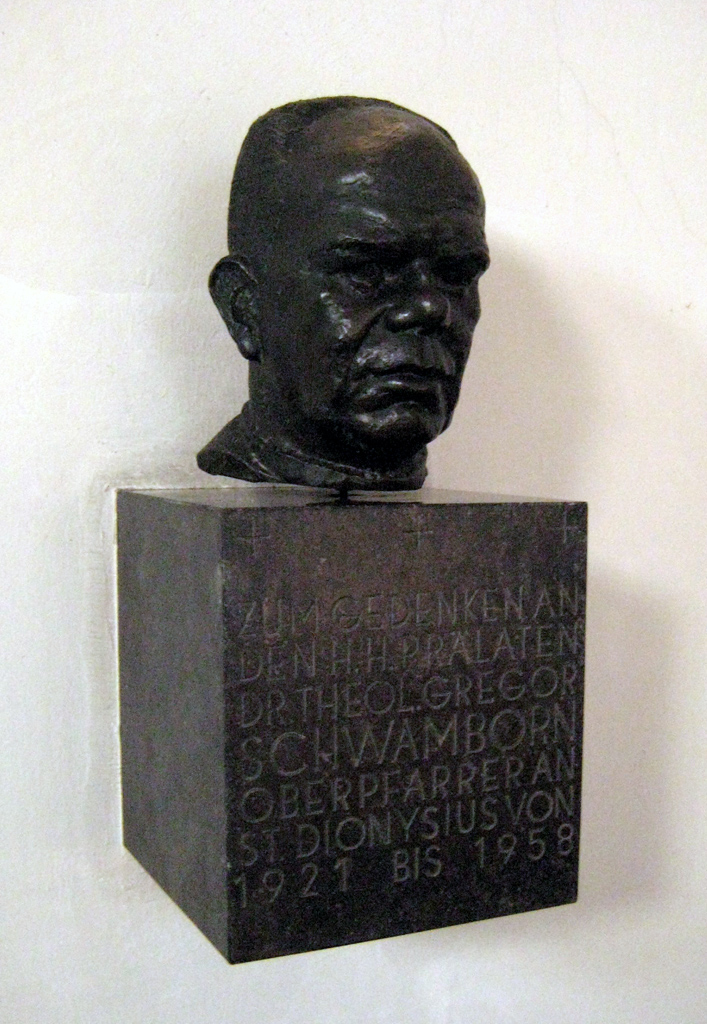
Busto de bronce de Gregor Schwamborn , St. Dionysius Krefeld

Otras obras
- Balgende Putten, empleado de vivienda Krefeld-Lindental, antes de 1950
- Crucifixus, tumba catara. Geistlichen,parte nueva del cementerio, Krefeld, 1953
- tumba de la familia Akkerman
- Ángel de la Paz - Friedensengel de Krefeld-Inrather, Krefeld, 1962

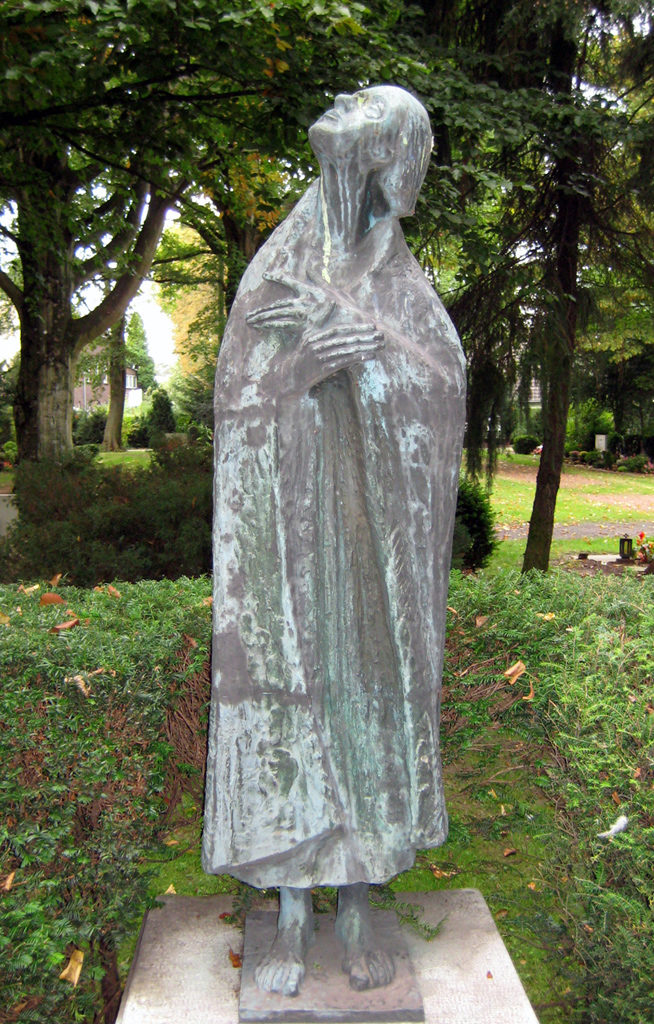
tumba de la familia Akkerman
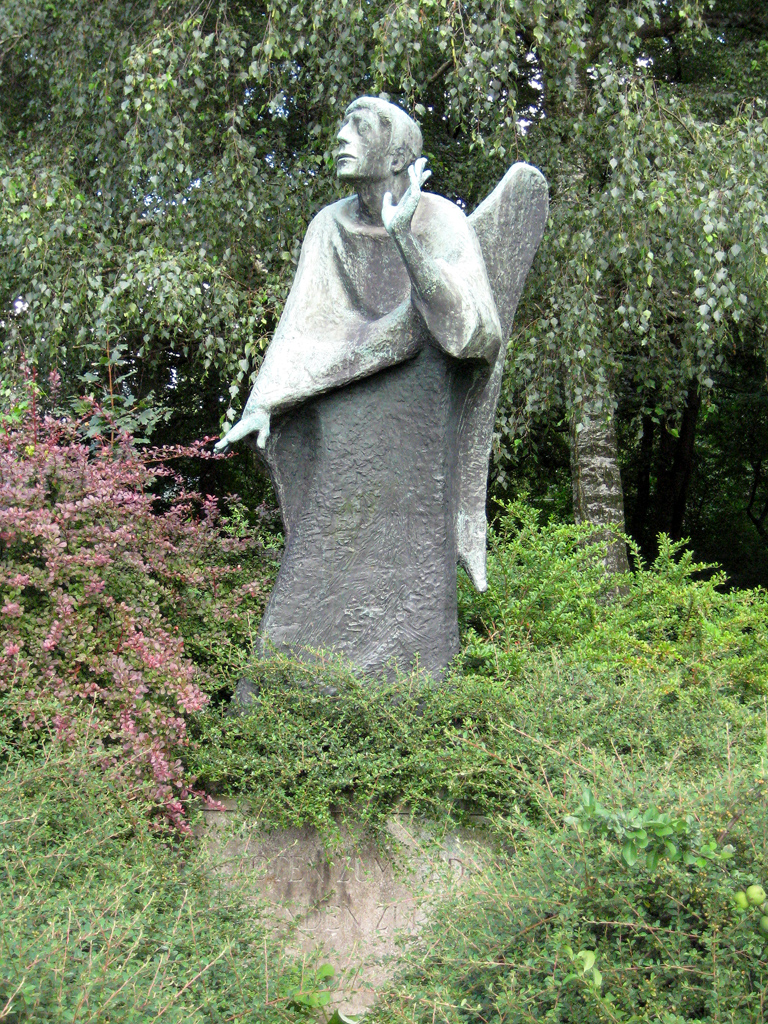
Ángel de la Paz Krefeld - Inrather
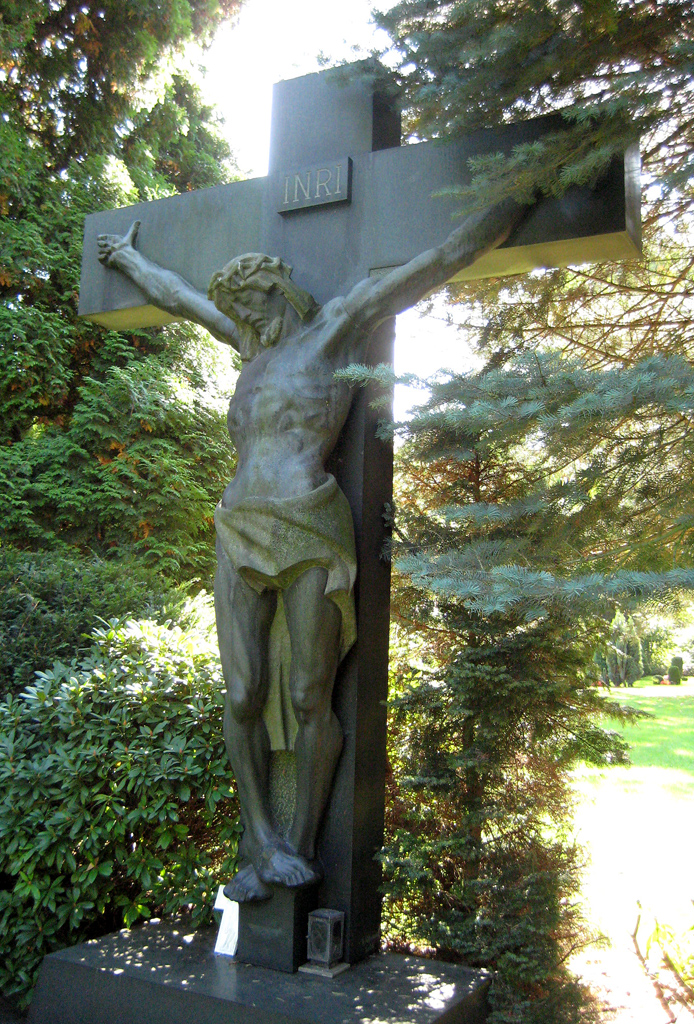
Crucifixus, tumba cátara , Cementerio General, Cuadro de la Parte Nueva 14, Krefeld

- Ángel con Trompeta, la Iglesia Redentor Krefeld-Lindental, 1964
- Portal de la iglesia de San Pablo, Krefeld-Norte
- Memorial, cementerio Krefeld - Fischeln, 1966
- Bronzene Rundscheibe, Capilla Ecuménica de la autopista Krefeld- Geismühle

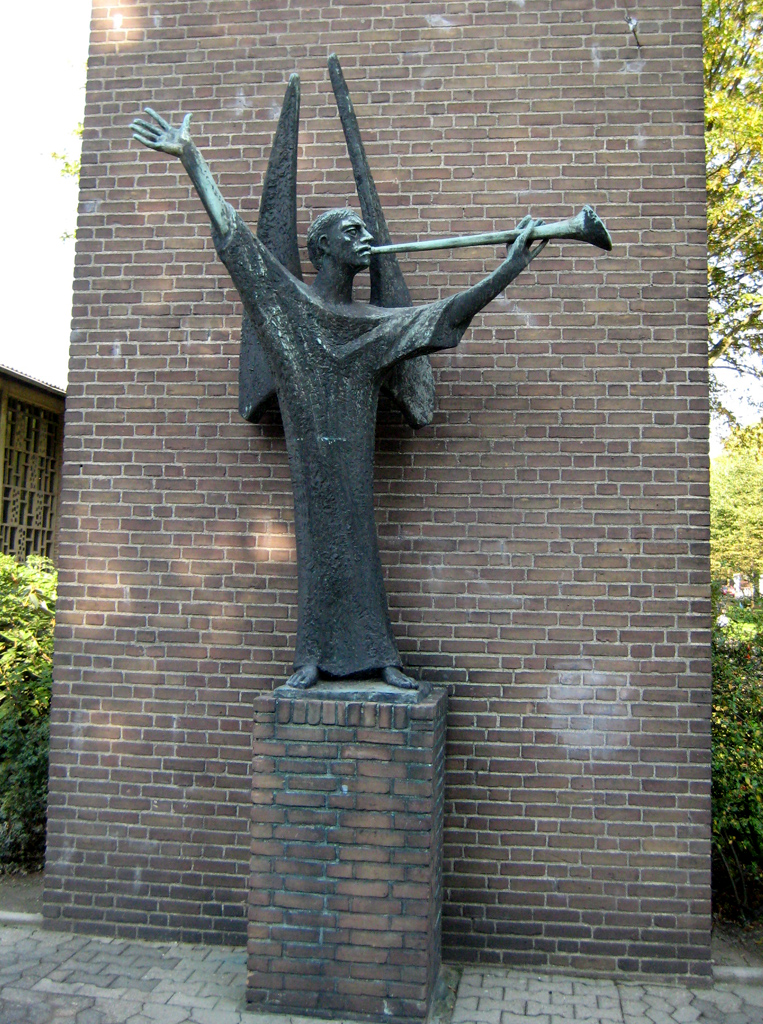
Ángel con trompeta, Iglesia Redentor Krefeld-Lindental
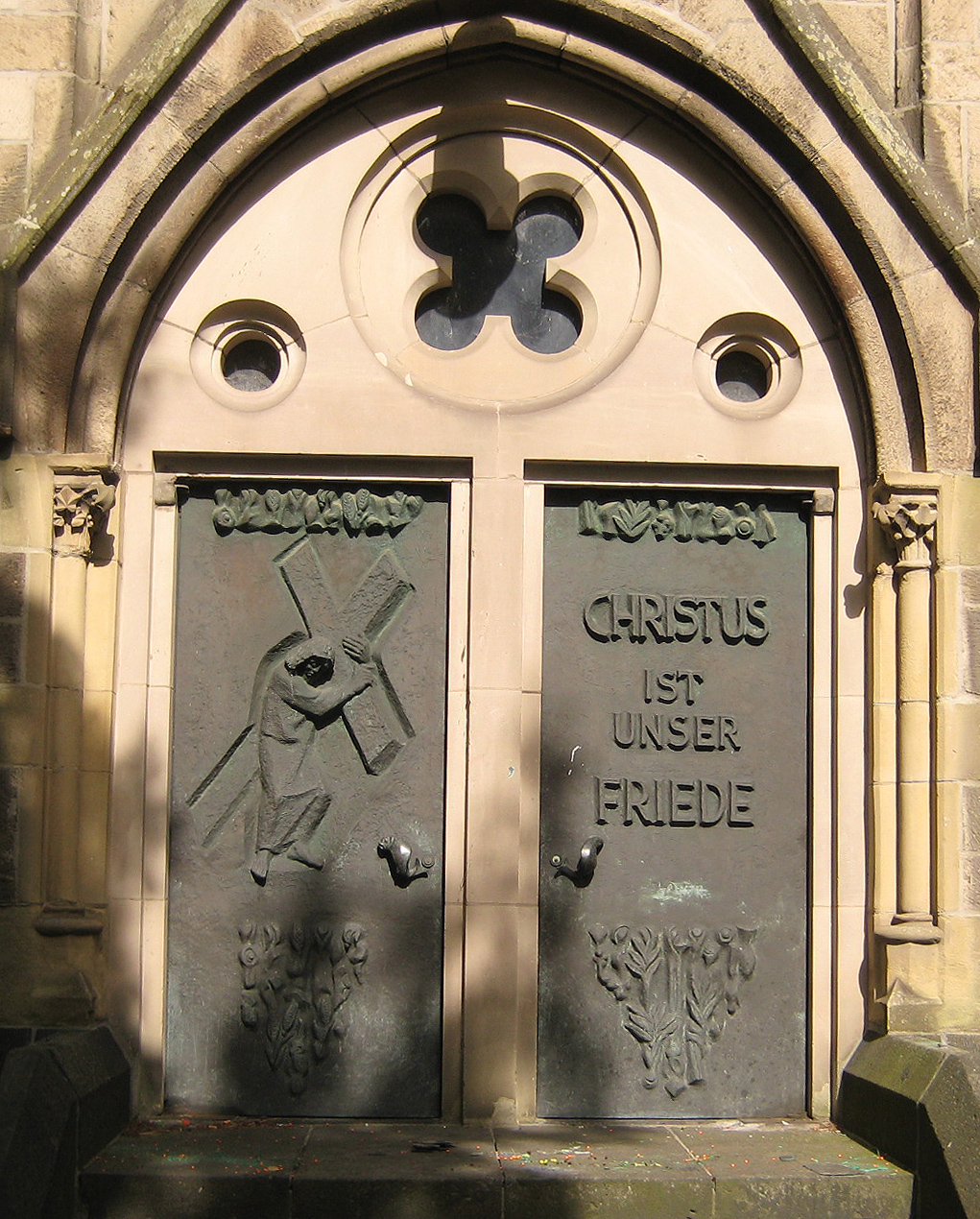
Portal de la iglesia de San Pablo, Krefeld
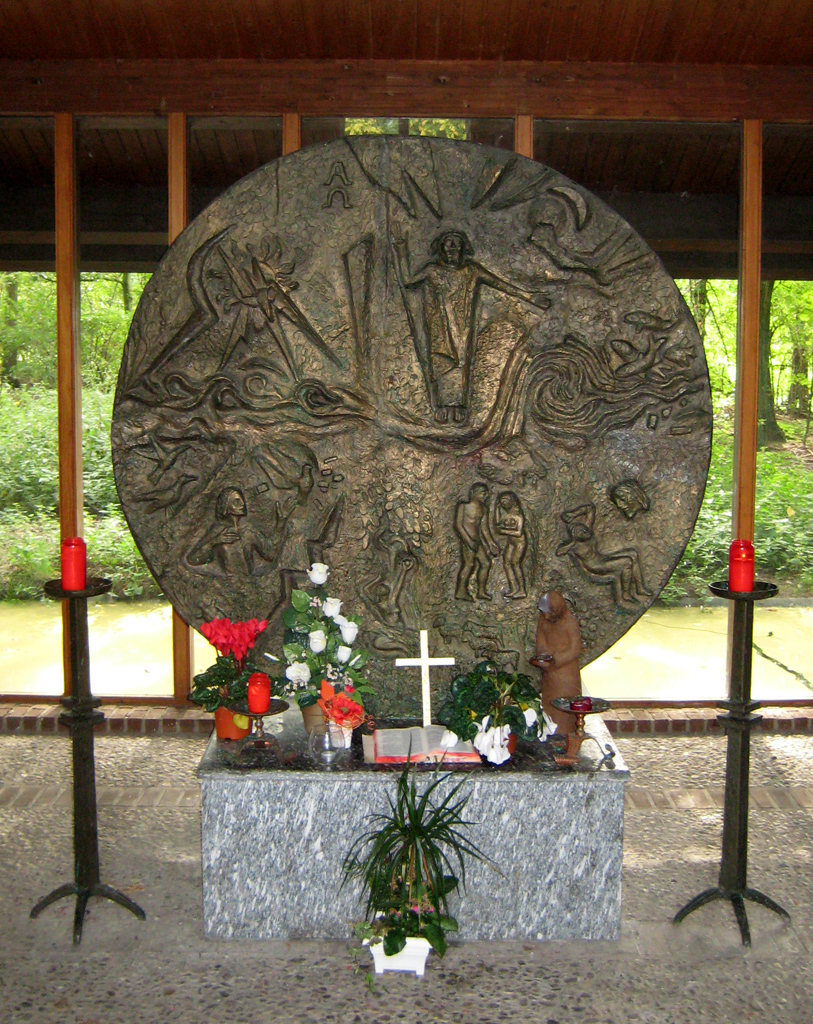
Bronce circular disco, Capilla Ecuménica de la autopista Krefeld-Geismühle

- Memorial de la Cruz Cementerio Gellep-Stratum, Krefeld
- Fieles - Anbeter, Villa de Estudiantes de la Universidad RWTH de Aachen, 1953
- Relaminado - Kaltwalzer, escultura de bronce de 1960, Hagen
- 1962, Hermano y hermana - Brüderchen und Schwesterchen, 1962, Hagen
- Tres niños - Drei Knaben, escultura de bronce, Hagen
- Bustos de las hermanas Lawaczeck,Huberta y Therese, Kerken-Nieukerken

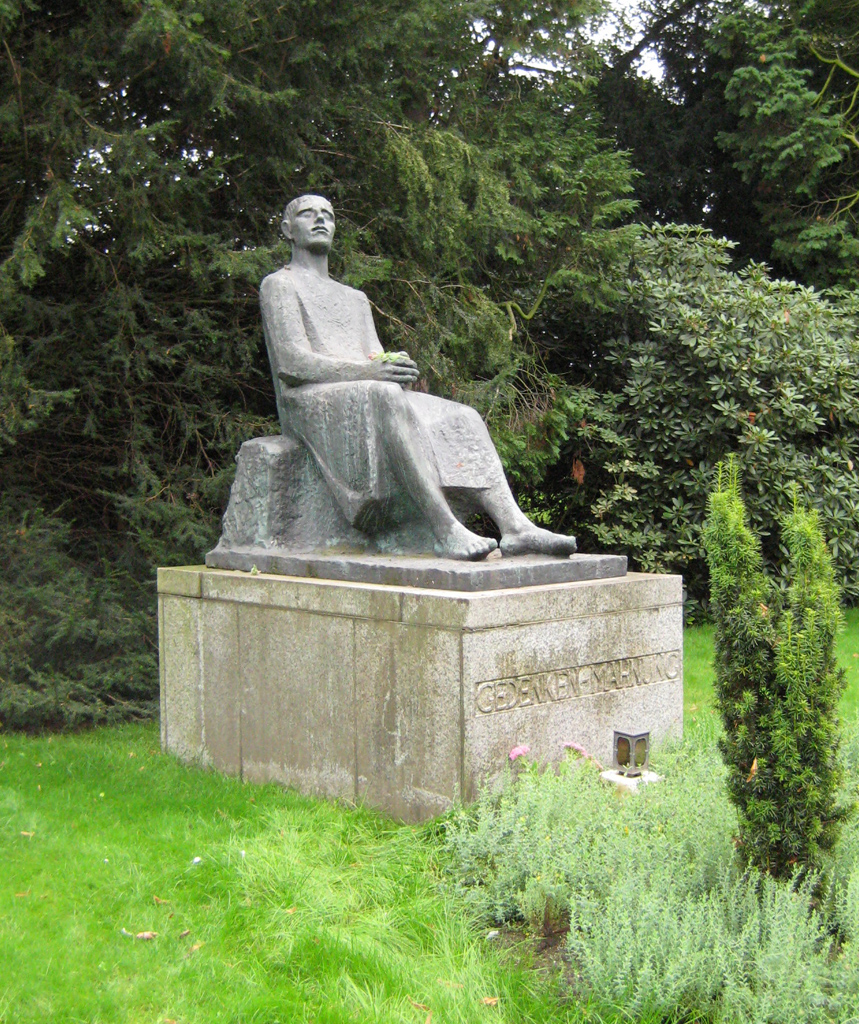
Ehren- y Mahnmal Krefeld-Fischeln
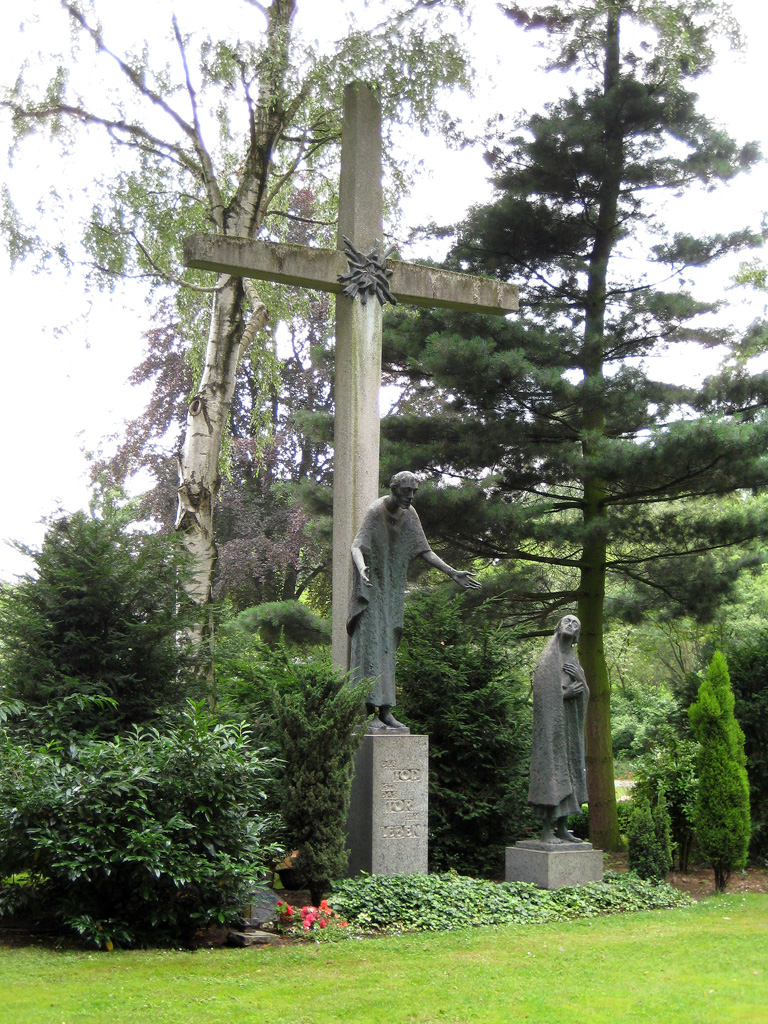
Memorial de la Cruz Cementerio Gellep-Stratum, Krefeld